# Tolna variegata
Tolna variegata är en fjärilsart som beskrevs av George Francis Hampson 1905. Tolna variegata ingår i släktet Tolna och familjen nattflyn. Inga underarter finns listade i Catalogue of Life.